# Parapótamos (ort i Grekland, Epirus)
Parapótamos är en ort i Grekland.   Den ligger i prefekturen Thesprotia och regionen Epirus, i den västra delen av landet, 300 km nordväst om huvudstaden Aten. Parapótamos ligger 329 meter över havet och antalet invånare är 1 126.
Terrängen runt Parapótamos är kuperad. Runt Parapótamos är det ganska glesbefolkat, med 45 invånare per kvadratkilometer. Närmaste större samhälle är Igoumenitsa, 7,0 km sydväst om Parapótamos. 